# Saint-Vincent Tournante

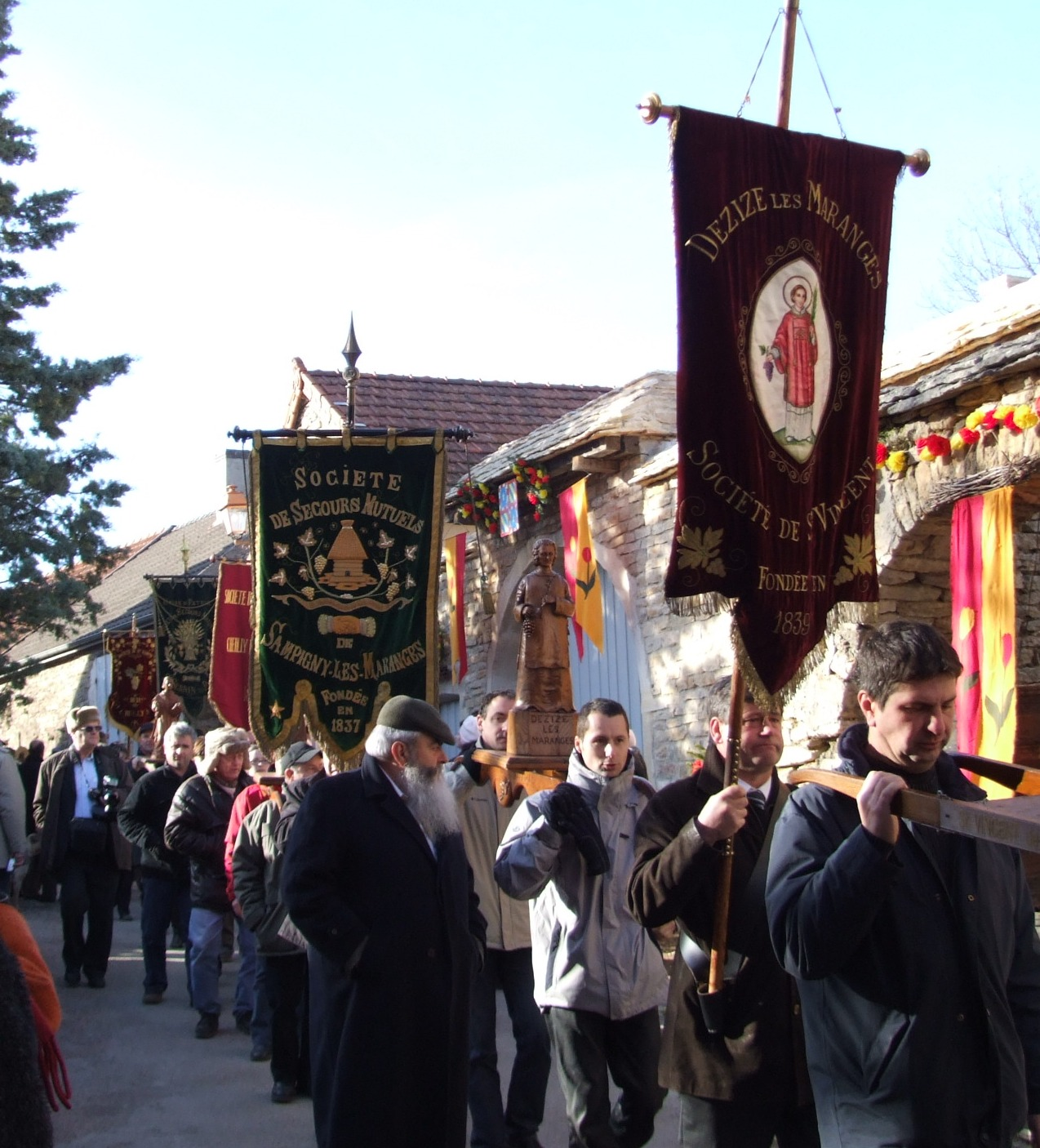
Défilé Saint-Vincent tournante in Saint-Romain en Bourgogne

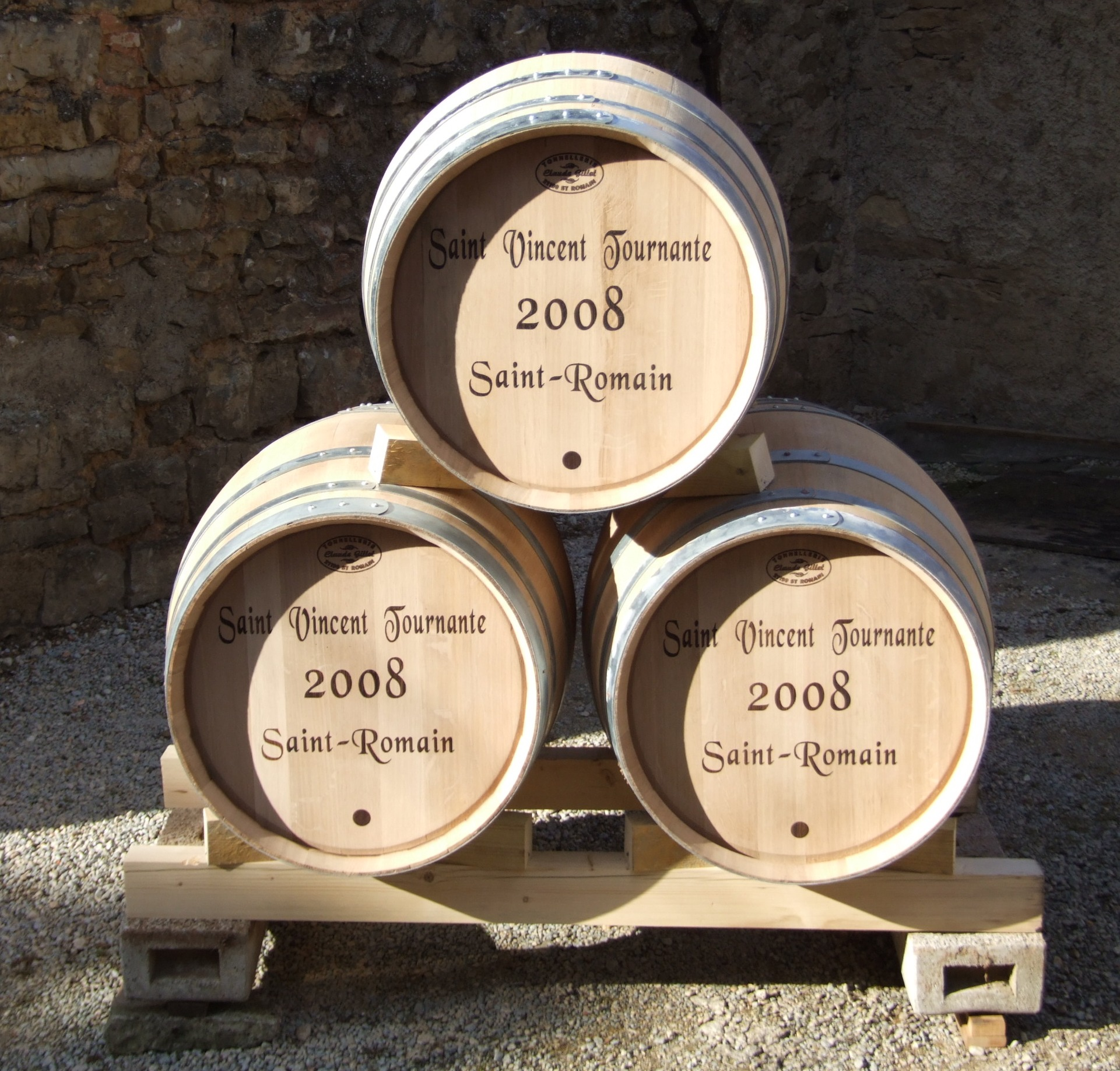
Mit Holzbrand verzierte tonneaus

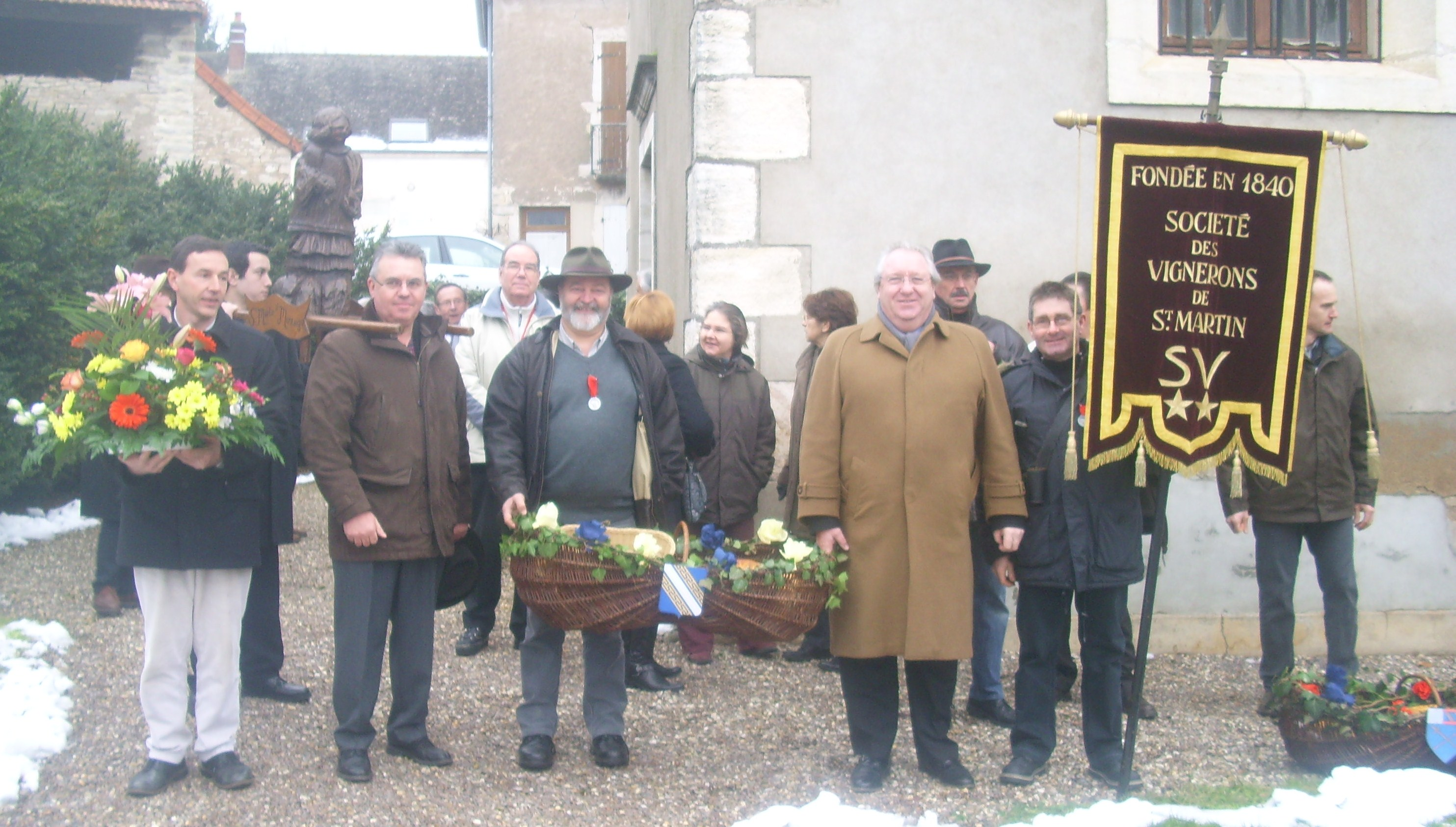
Abordnung der Winzer aus Saint-Martin-sous-Montaigu zum Saint-Vincent tournante

Das Fest Saint-Vincent Tournante war ursprünglich eine berufsständische Veranstaltung burgundischer Winzer und ist heute eines der bekanntesten burgundischen Weinfeste, das jährlich mehr als zehntausend Besucher anzieht. Es ist benannt nach dem Schutzpatron der französischen Winzer, Vinzenz von Valencia.
Die Veranstaltungen finden an wechselnden Orten (frz. tournante) jährlich am Wochenende nach dem im Allgemeinen Römischen Kalender verankerten Gedenktag des Heiligen Vinzenz, dem 22. Januar statt.

## Geschichte
Der Ursprung der Veranstaltung geht bis in das Mittelalter zurück, als berufsständische Gruppierungen, die sociétés de secours mutuel, in vielen Weinorten des Burgund entstanden. Die Französische Revolution schaffte die Körperschaften und die Bruderschaften ab. Jedoch lebten die Bruderschaften im Laufe des 19. Jahrhunderts als Assoziation gegenseitiger Hilfe wieder auf, um für die Bedürfnisse ihrer Mitgliedswinzer aufzukommen. Zweck war, für die Kosten von ärztlichen Behandlungen oder für Begräbnis und Grab aufzukommen und Messen für die Seelenruhe feiern zu lassen.
Die traditionellen Veranstaltungen der Saint-Vincent Bruderschaften verzeichneten in den 1930er Jahren einen Rückgang, es fanden sich immer weniger Ortschaften bereit dieses Fest zu unterstützen. Die burgundische Weinwirtschaft, wie auch die deutsche, plagten erhebliche Absatzsorgen, und das sogar bei den Grand Cru-Lagen. Ursachen war unter anderem die Abstinenzbewegung, aber auch Spätfolgen des Ersten Weltkriegs. Frankreich hielt große Teile des linksrheinischen deutschen Staatsgebiets, mit seinen großen Weinbauflächen besetzt und erhob Ausfuhrzölle in das ehemalige Reichsgebiet. Der Staat und seine Institutionen waren mit der Aufgabe der Weinwirtschaftsförderung überfordert und die Weinwirtschaft selbst hatte weder die Kraft noch die Ressourcen, sich aus dem Absatztief herauszulösen. Daher suchte man nach neuen Wegen, die Umsätze und die Erlöse zu steigern.
Erst 1938 organisierte die Confrérie des Chevaliers du Tastevin eine erste Wiederbelebung der Saint-Vincent Veranstaltungen, die in Chambolle-Musigny, nahe der Grangie Vougeot stattfand. Im Januar 1939 folgte die zweite Veranstaltung in Vosne-Romanée, die bereits in größerem Umfang als im Vorjahr stattfand. Der Zweite Weltkrieg verhinderte weitere Festivitäten bis zur Renaissance 1947.
Nach seiner Wiederbelebung entwickelte Saint-Vincent tournante eine Eigendynamik und die Besucheranzahl wuchs von Jahr zu Jahr. Nach einem Höhepunkt zu Beginn des 21. Jahrhunderts besinnt man sich nun wieder mehr auf die Wurzeln und versucht dem Fest einen intimeren Charakter zu geben.

## Ablauf
Das Comité d’organisation de la St. Vincent Tournante der Weinbruderschaft entscheidet über den ausrichtenden Ort und wacht über der Ablauf der Veranstaltung, um den ursprünglichen Charakter des Festes zu bewahren.
Das zweitägige Fest verbindet die Verkostung der cuvées de la Saint-Vincent Tournante mit den Zeremonien wie der Prozession der 80 Sociétés de Saint-Vincent mit ihren traditionellen Bannern und Vinzenz Skulpturen, Gottesdienst, Inthronisation oder Aufnahme der neuen Mitglieder in die Confrérie des Chevaliers du Tastevin.